# Guttigadus nudirostre
Guttigadus nudirostre is een straalvinnige vissensoort uit de familie van diepzeekabeljauwen (Moridae). De wetenschappelijke naam van de soort is voor het eerst geldig gepubliceerd in 1990 door Trunov.